# Streptocarpus pentherianus
Streptocarpus pentherianus är en tvåhjärtbladig växtart som beskrevs av Karl Fritsch. Streptocarpus pentherianus ingår i släktet Streptocarpus och familjen Gesneriaceae. Inga underarter finns listade i Catalogue of Life.